# Cesuras (kommun)
Cesuras var en tidigare kommun i Spanien.   Den låg i provinsen A Coruña och regionen Galicien, i den nordvästra delen av landet, 500 km nordväst om huvudstaden Madrid. Antalet invånare var 2 219. År 2013 sammanfördes kommunen med Oza dos Ríos och bildade kommunen Oza-Cesuras